# Tataki
Pour le média suisse, voir Tataki (média).
Le tataki (たたき, tataki, 叩き ou 敲き) (coupé en morceaux, en japonais) ou tosa-mi est une spécialité culinaire traditionnelle de la cuisine japonaise et de la gastronomie japonaise, à base de préparation marinée mi-cuite de poisson cru ou de viande crue, variante du sashimi.

## Description
Le poisson cru très frais (thon, saumon, daurade, homard, coquille Saint-Jacques…) ou viande crue (bœuf) est très brièvement saisi (mi-cuit) au-dessus d'une flamme chaude ou à la poêle, puis mariné brièvement dans du vinaigre de riz ou du mirin, coupé en tranches fines comme un sashimi, et assaisonné par exemple avec du gingembre (qui est broyé et réduit en pâte, d'où l'étymologie du nom tataki), ou autres condiments.

Quelques exemples
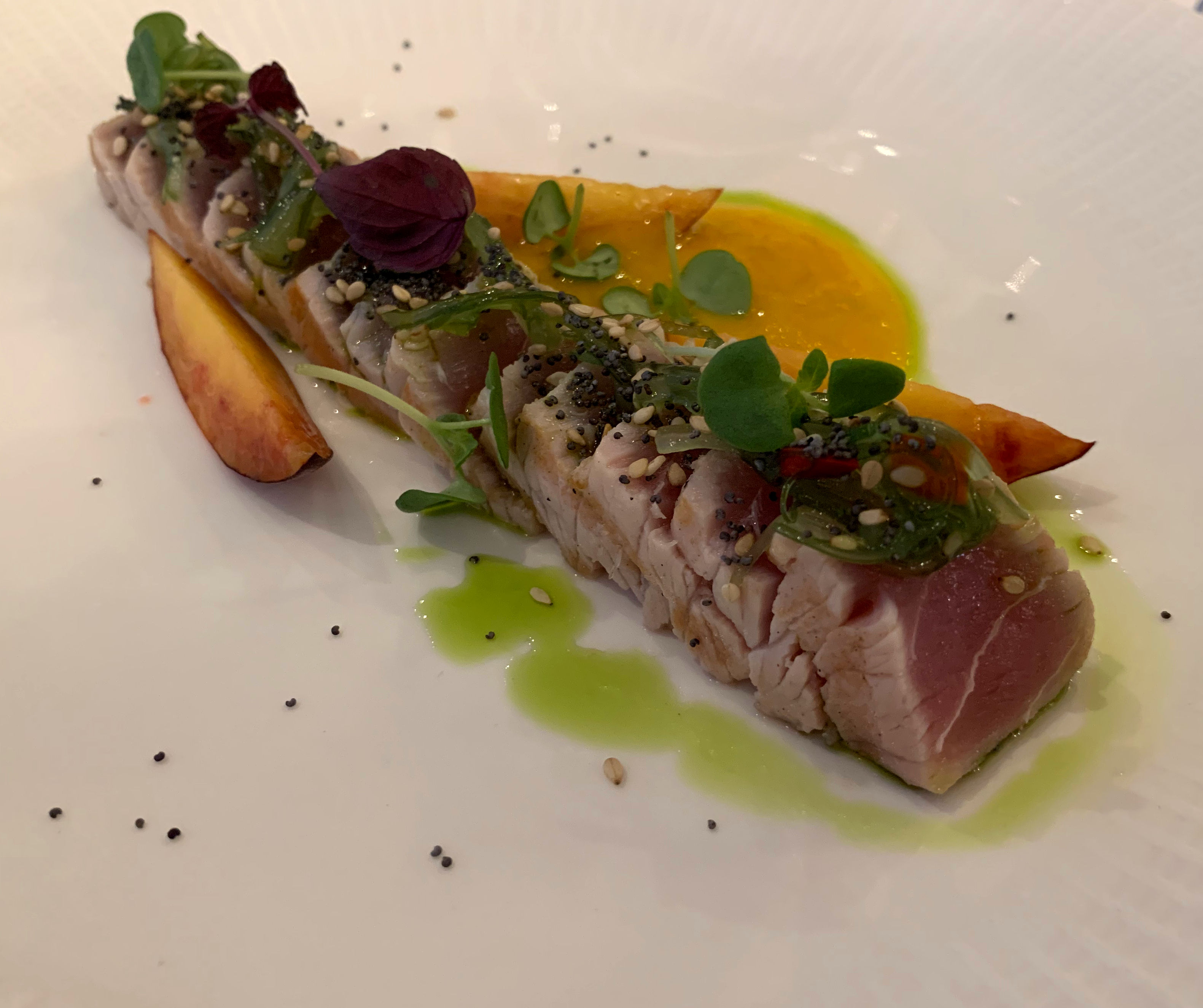
Thon.
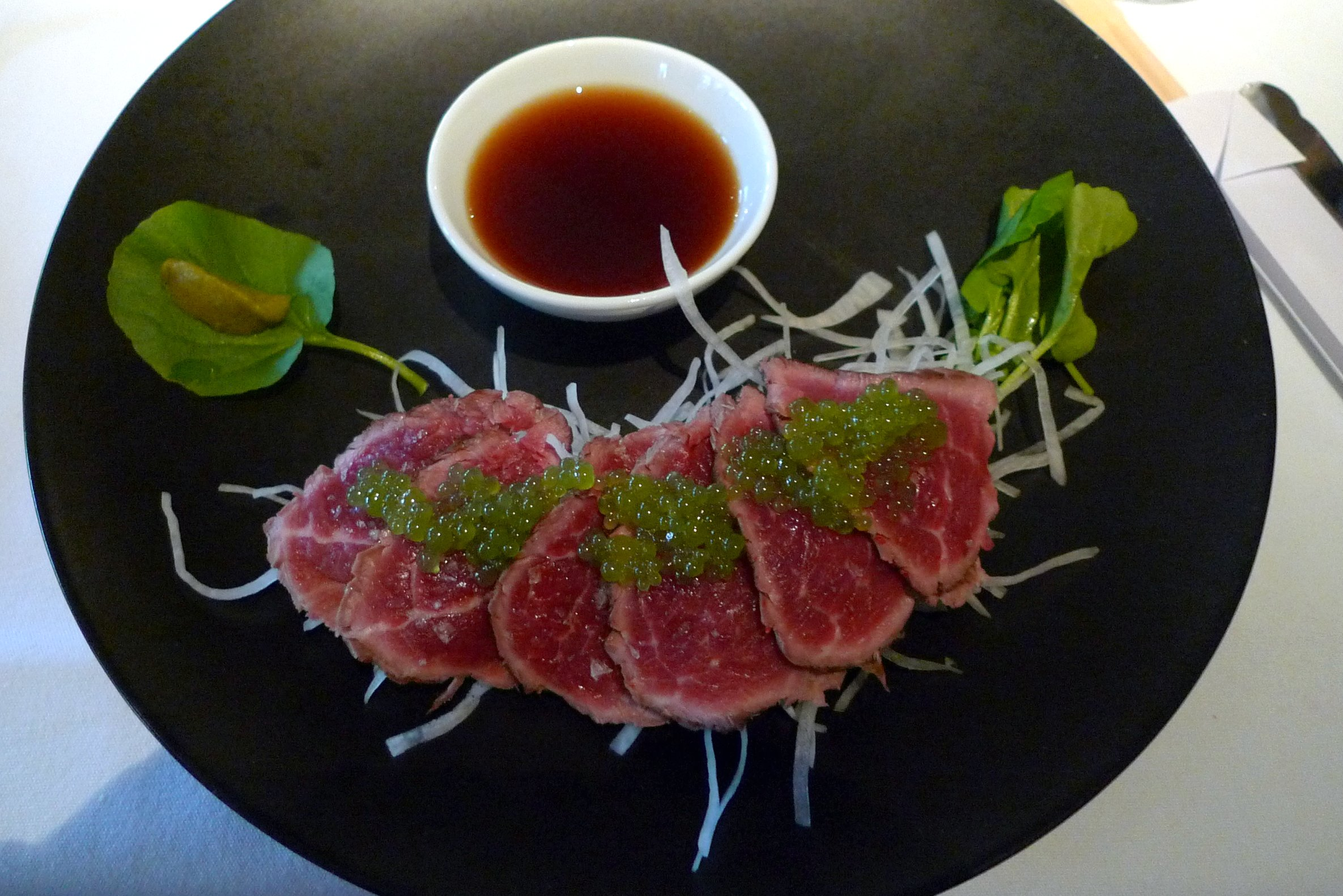
Rosbif et perle de ponzu.
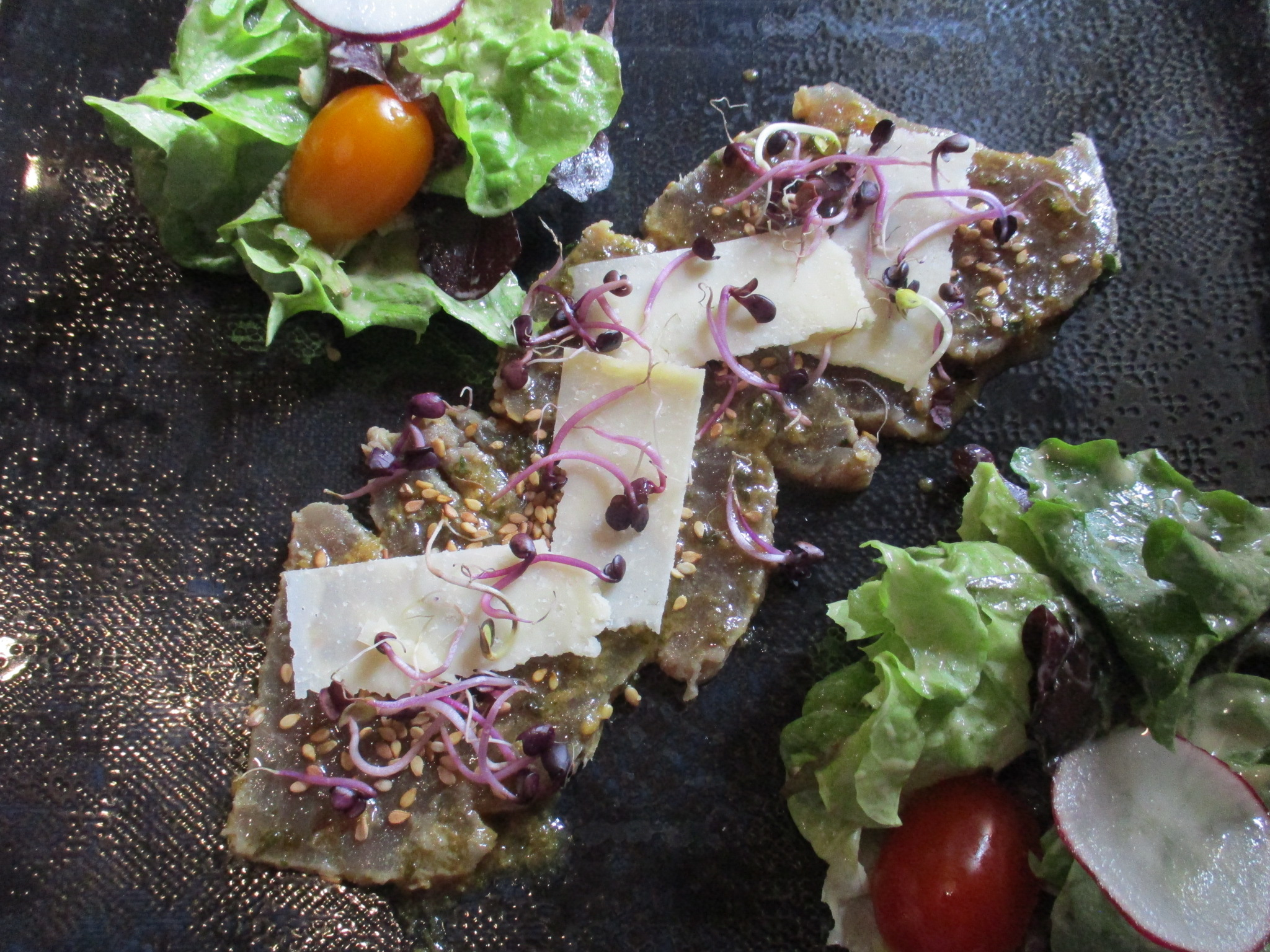
Thon.
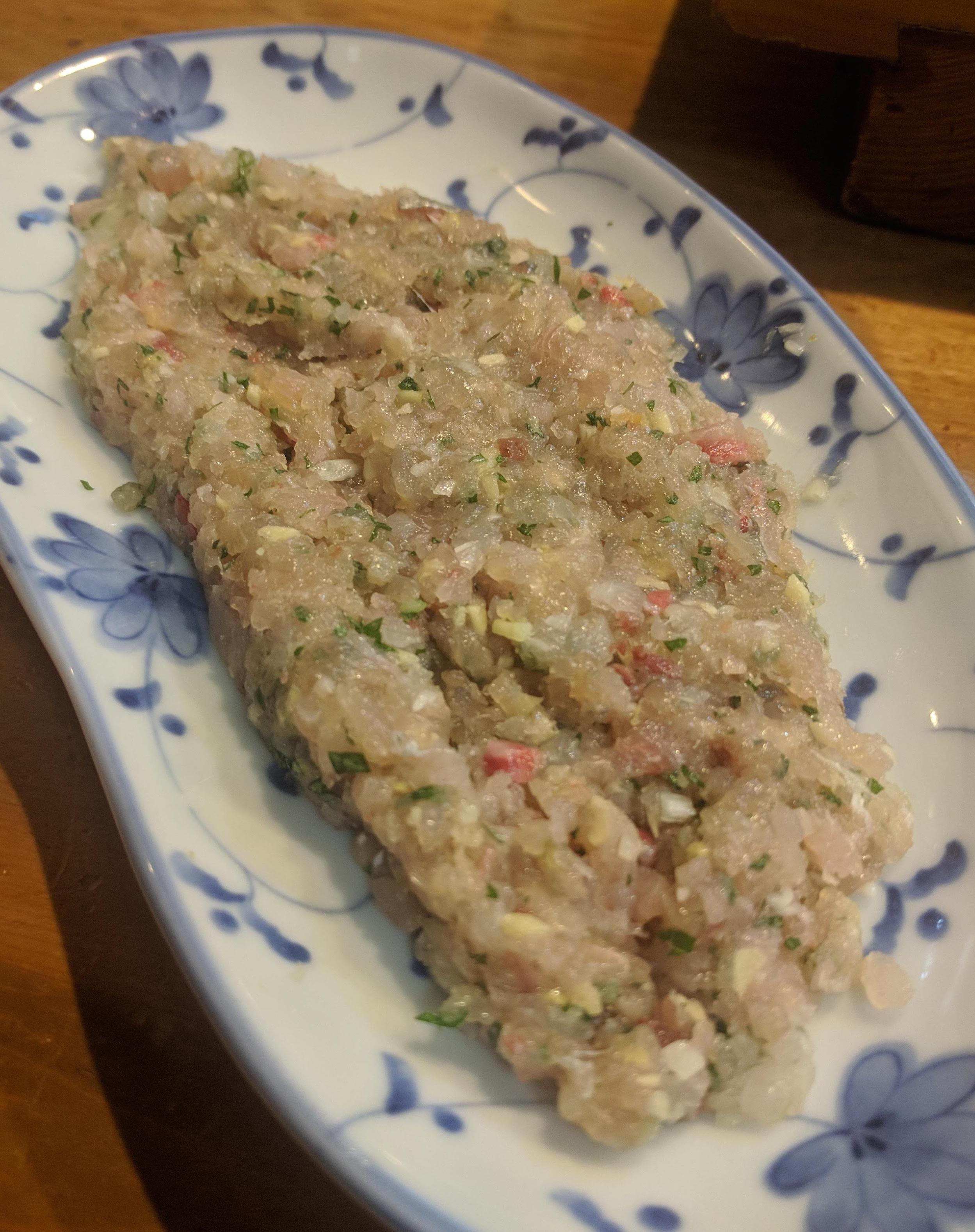
Namerō à base de sériole

Le tataki est généralement dégusté à la façon d'un sashimi. Cette technique de préparation peut être développée sous forme d'art culinaire de la gastronomie japonaise.

## Histoire
La technique est originaire de la province de Tosa (Kōchi), de l'île de Shikoku, du sud-ouest du Japon. La technique initiale de « katsuo no tataki » (bonite poêlée) est couramment attribuée au samouraï Sakamoto Ryōma de l'époque d'Edo, au XIXe siècle, qui se serait inspiré de méthodes de grillade de viandes de résidents étrangers à Nagasaki, à l'image de celle du steak, ou du rosbif du XVIIIe siècle de la cuisine britannique.

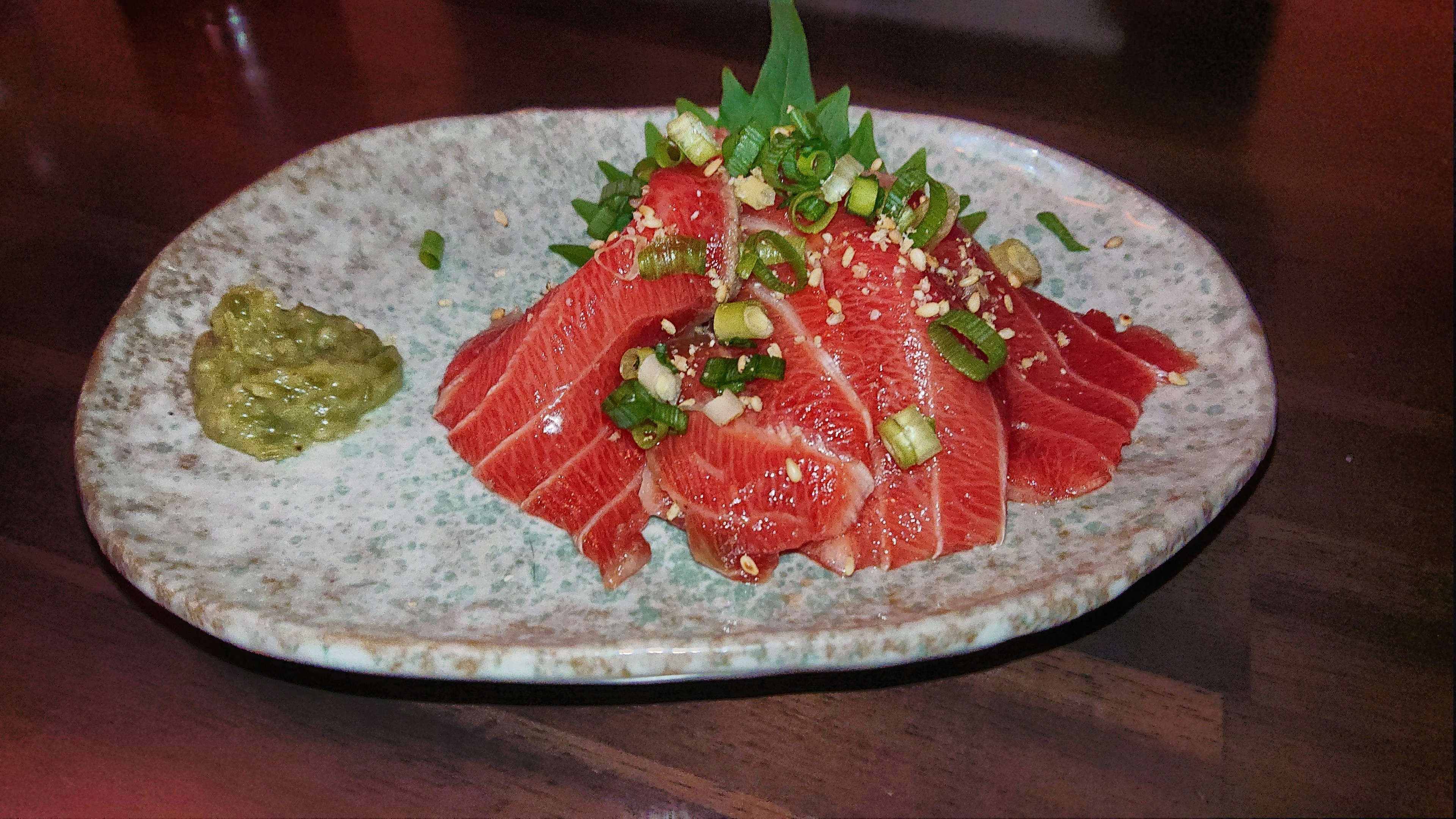
Thon.
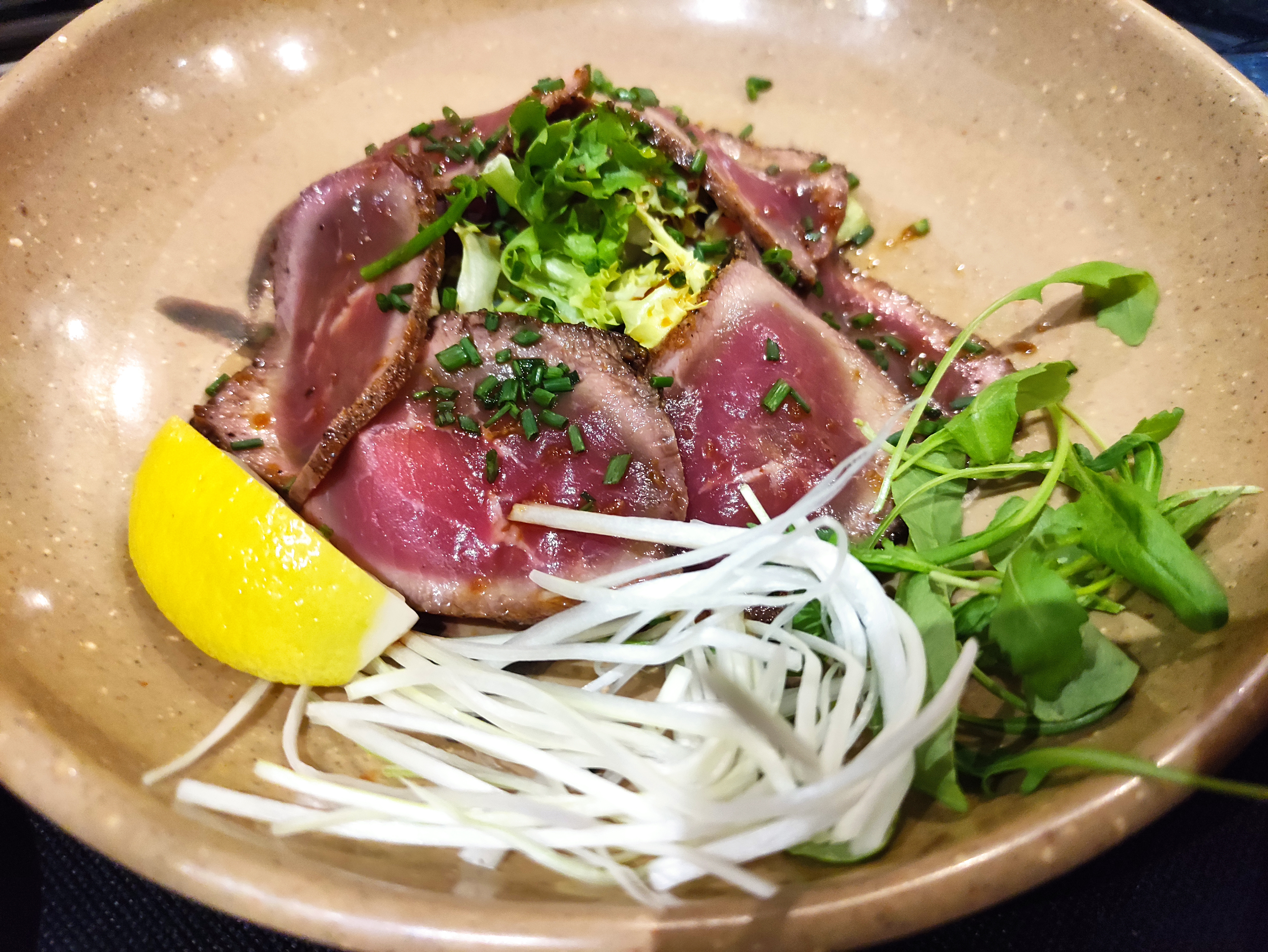
Boeuf.
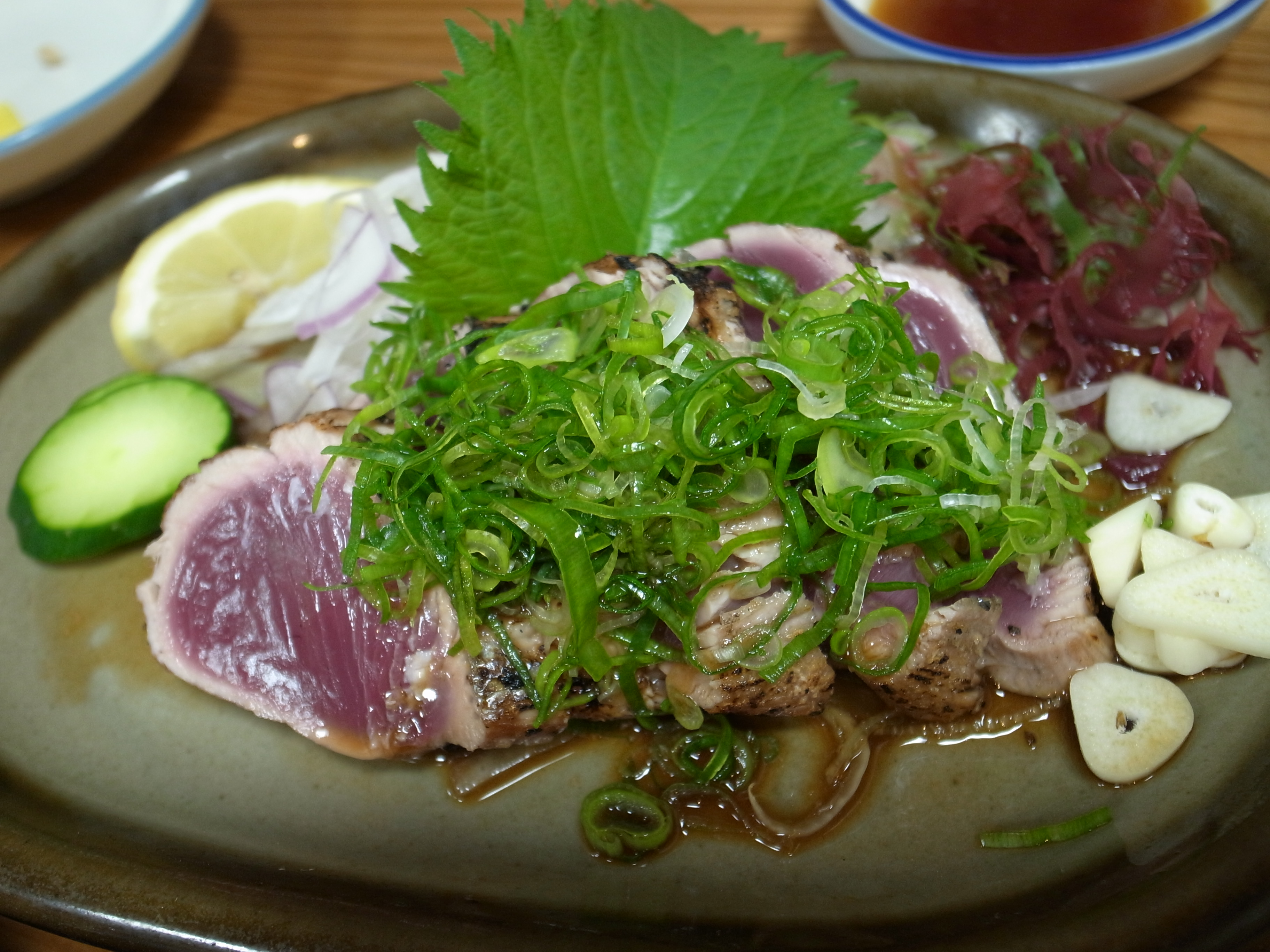
Bonite.
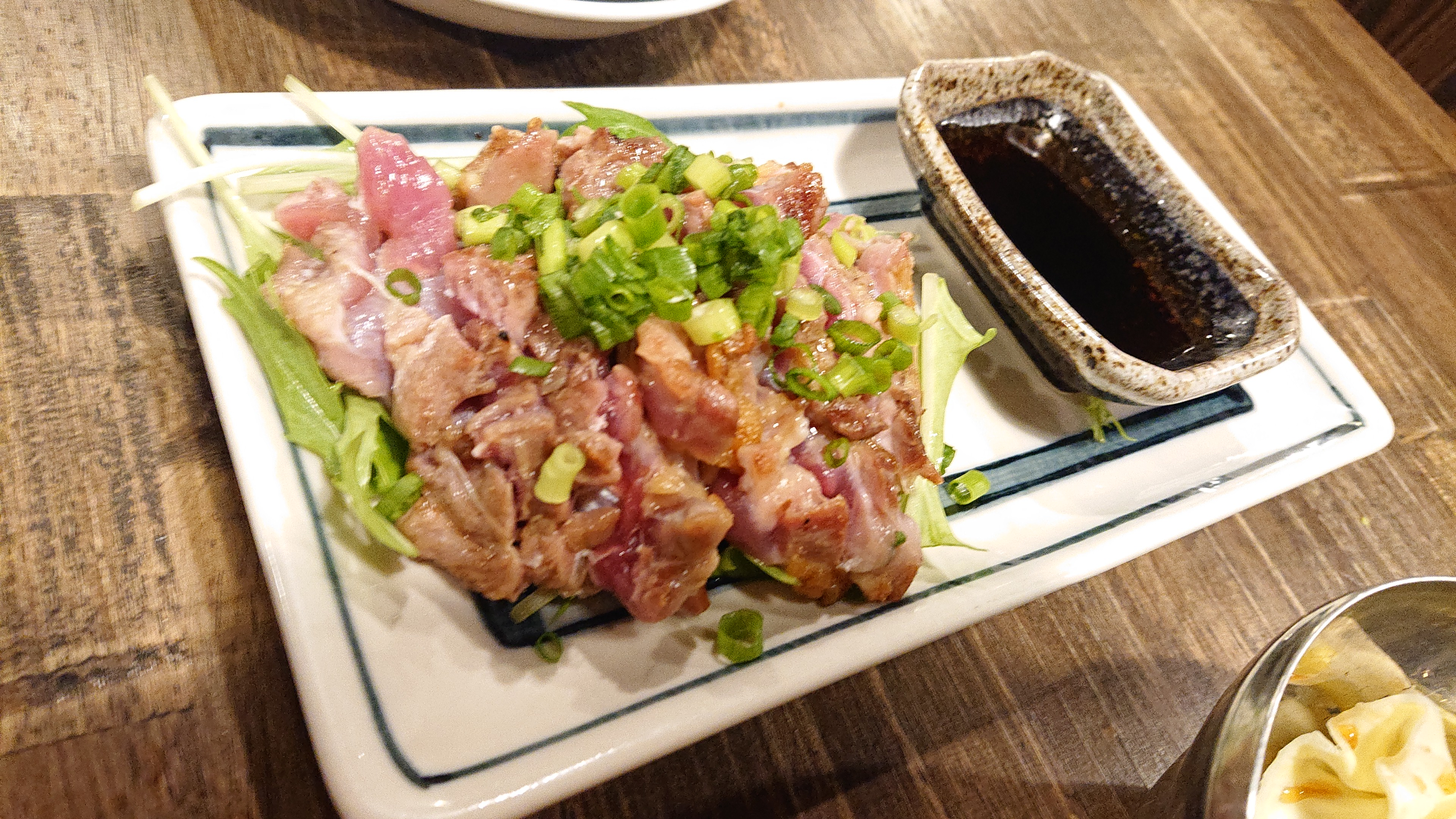
Poulet.